# Robecchia obesa
Robecchia obesa är en insektsart som beskrevs av Schulthess Schindler 1898. Robecchia obesa ingår i släktet Robecchia och familjen gräshoppor. Inga underarter finns listade i Catalogue of Life.